# Malá galerie Melantrich

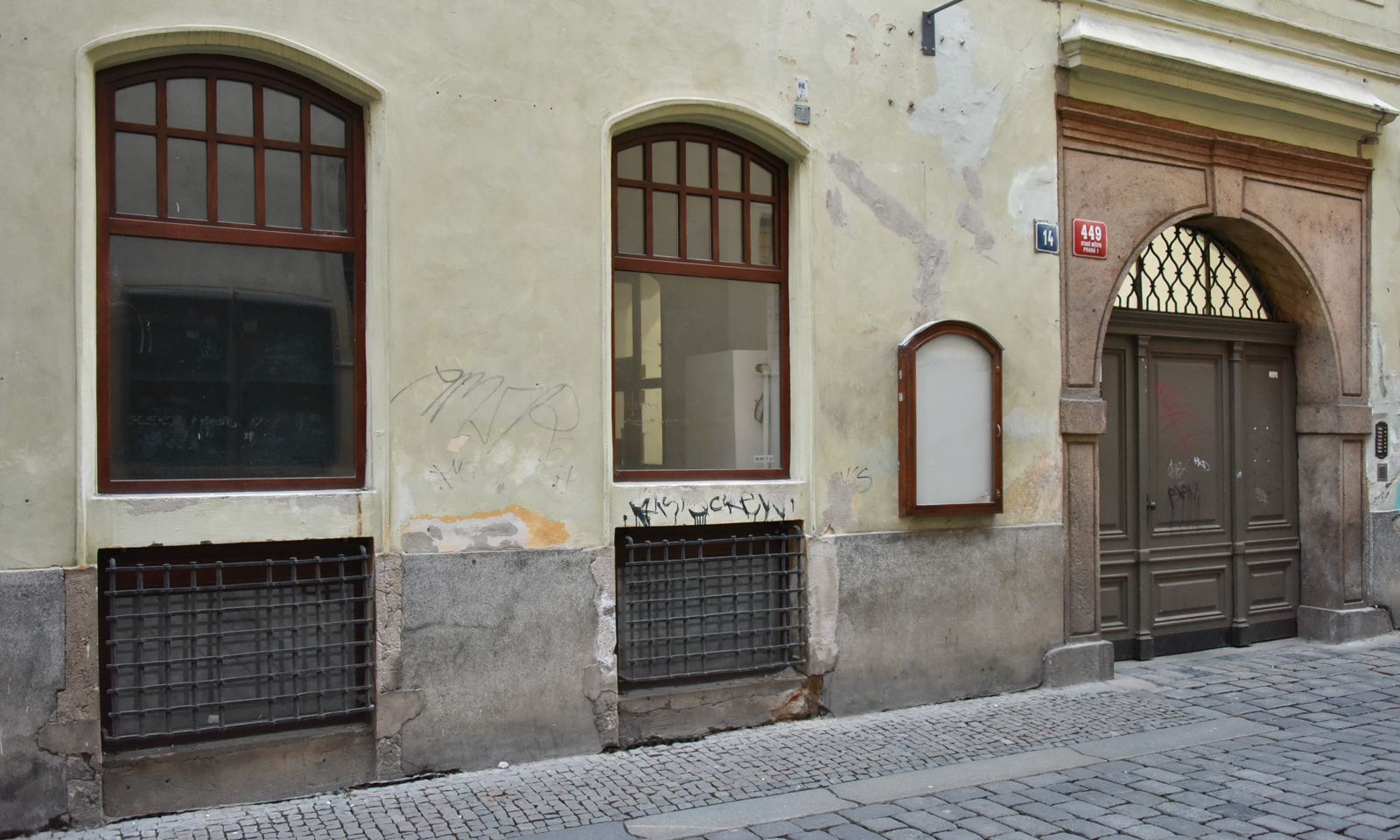
Bývalá Malá galerie Melantrichu, Jilská 14 (2)

Malá galerie Melantrich působila v letech 1987-1991 v místnosti nalevo od hlavního portálu do objektu památkově chráněného domu U prstenu v Jilské ul. 14, Praha 1. Po roce 1992 se stala součástí nově vybudované Galerie U prstenu. Od roku 2019 prodejna turistických suvenýrů.

## Historie
Vydavatelství Melantrich mělo v letech 1942 - 1958 výstavní síň Ars Melantrich ve vlastní budově na Václavském náměstí 36. Výstavy v Malé galerii Melantrich zahájil František Dvořák. Byl také autorem většiny textů stručných autorských katalogů, které galerie vydávala. Dalšími historiky umění, spjatými s galerií, byla mj. Jana Reichová (Václav Chochola, 1988), Eva Petrová (Vladimír Jarcovják, 1989), dále Jiří Šetlík (Z dílny Elišky Konopiské, 1989), Miroslav Klivar (Zdeňka Čechová: Počítačové umění, 1989), Josef Hrubý (Olga Vychodilová: Grafika, 1990), ad.
Výstavní program byl pestrý a zahrnoval fotografie, grafiku, obrazy, koláže, sochy a sklářské umění. Často byly výstavy koncipovány jako aktuální "pohled do dílny" autora. Konala se zde jedna z prvních výstav počítačového umění v Československu (Zdeňka Čechová: Počítačové umění, 1989).

## Výstavy (výběr do roku 1992)
- 1987 Jiří Švengsbír
- 1987 Ota Janeček: Pohled do dílny
- 1987 Z dílny Adolfa Borna
- 1987 Karel Ludwig 1919-1977
- 1987 Z dílny Karla Chaby
- 1988 Václav Chochola: Fotografie
- 1988 Z dílny Karla Hyliše
- 1988 Pohled do dílny Miroslava Pelce
- 1988 Jaroslav Hořánek: Pohled do dílny
- 1988/ Z opuštěné dílny Jana Kutálka
- 1988 Z dílny Josefa Jelínka
- 1989 Karel Vaca: Pohled do dílny
- 1989 Zdeňka Čechová: Počítačové umění
- 1989 Radek Pilař: Pohled do dílny
- 1989 Vzpomínka na Františka Grosse
- 1989 Z dílny Elišky Konopiské
- 1989 Ivo Šedivý: Z opuštěné dílny
- 1989 Z dílny mladého sochaře Petra Hyliše
- 1989 Jiří Stejskal
- 1989 Vzpomínka na Marii Fischerovou-Kvěchovou
- 1989 Lutobor Hlavsa: Pohled do dílny
- 1989 Z atelieru Františka Drtikola (Žáci)
- 1989 Jan Jemelka: Grafika
- 1989 Vladimír Jarcovják: Obrazy, pastely, objekty
- 1989/1990 Ota Janeček: Poznámky a studie
- 1990 Miloš Novák: Z opuštěné dílny,
- 1990 Kristian Kodet: Obrazy
- 1990 Olga Vychodilová: Grafika
- 1990 Emanuel Ranný: Grafika a bibliofilie
- 1990 Gustav Makarius Tauc: Ikony a sv. Anežka Česká
- 1991 Dana Marková: Plastiky
- 1991 Viktor Fischer: Fotografie 1988-90
- 1991 Vladimír Syrovátka: Objekty z cyklu Pocta Man Rayovi
- 1991 Pavel Holeka: Koláže
- 1991 Michaela Pavlátová: Papíry
- 1991 Vladimír Havlic: Obrazy a grafika
- 1991 Petr Vlček: Černé sklo a matrice